# ASL Airlines Spain
ASL Airlines Spain (anteriormente conocida como PAN Air Líneas Aéreas S.A.) fue una aerolínea de carga española con sede en Madrid. Se dedicó a la operación de vuelos dentro de la red europea de la compañía de paquetería TNT Express. Sus bases principales fueron el Aeropuerto de Madrid-Barajas (España) y el Aeropuerto de Lieja (Bélgica), volando también a los aeropuertos españoles de Sevilla, Valencia, Zaragoza, Vitoria y Barcelona.

## ASL Spain
Desde mayo de 2016, PAN Air forma parte del grupo ASL Aviation Group y renombrada como ASL Spain dentro de los acuerdos derivados de la compra de TNT Express por parte de la compañía americana FedEx, siendo segregada tanto esta como TNT Airways de TNT Express. Actualmente la aerolínea realiza vuelos dentro del network de FedEx y charter.
Actualmente en proceso de cierre como consecuencia de la venta a Fedex de TNT express y de la estrategia de expansión de la compañía americana en Europa.

## Flota histórica
La flota de ASL Airlines Spain constaba de las siguientes aeronaves:
| Aeronaves               | Total | Introducido | Retirado | Matrículas |
| ----------------------- | ----- | ----------- | -------- | --- |
| Airbus A300F            | 2     | 2000        | 2009     | EC-HQT y EC-HVZ |
| British Aerospace 146QT | 17    | 1988        | 2018     | EC-GQO, EC-GQP, EC-ELT, EC-FVY, EC-FZE, EC-HDH, EC-MCL, EC-GEO, EC-EPA, EC-LMR, EC-LOF, EC-MCK, EC-MFT, EC-MEO, EC-MHR, EC-MID, EC-HJH |
| Fokker F27 Friendship   | 1     | 1990        | 1991     | EC-EUU |